# Menugoutte
Menugoutte est un hameau belge faisant partie de la commune d'Herbeumont en province de Luxembourg et Région wallonne.
Avant la fusion des communes de 1977, Menugoutte faisait partie de la commune de Straimont.

## Situation et description
Ce hameau de l'Ardenne belge se situe sur une hauteur dominant à l'ouest la Vierre, un affluent de la Semois et à l'est le ruisseau de Neufchâteau. Il avoisine les localités de Harfontaine située au nord et de Martilly implantée au sud.
Menugoutte se compose d'une vingtaine d'habitations dont plusieurs anciennes fermes et compte une cinquantaine d'habitants.
Le lavoir a été complètement rénové en 2007. Les aménagements extérieurs comprennent un espace de détente et une statue en bronze représentant un âne.